# بوتش لي (لاعب هوكي الجليد)
بوتش لي هو لاعب هوكي الجليد كندي، ولد في 28 أكتوبر 1929.

## وصلات خارجية
- بوتش لي على موقع HockeyDB.com (الإنجليزية)